# Franz-Georg Rips
Franz-Georg Rips (* 1. April 1949 in Balve, Sauerland) ist ein deutscher Kommunalpolitiker. Er war von Mai 2007 bis Juni 2019 Präsident des Deutschen Mieterbundes und von 2009 bis 2012 Bürgermeister der Stadt Erftstadt.

## Leben
Rips ging in Menden (Sauerland) zur Schule und machte sein Abitur am Walram-Gymnasium in Menden, anschließend studierte er in Köln Jura. In den Jahrn´en 1977 bis 1994 arbeitete der Jurist als Rechtsanwalt in Köln. Seit 1986 ist der Sozialdemokrat Mitglied des Beirates des Kölner Mietervereins, seit 1994 im Vorstand sowie ehrenamtlich im Vorstand der Stiftung Erftstadt-Frauenthal.
Von 1979 bis 2004 war er Mitglied des Rats der Stadt Erftstadt und von 1992 bis 1994 ehrenamtlicher Bürgermeister von Erftstadt. 2003 wurde er an der Universität Bremen zum Dr. jur. promoviert. Von 1995 bis 2008 war er Direktor des Deutschen Mieterbundes.
Franz-Georg Rips ist Geschäftsführer des DMB-Verlages sowie Vorstand der DMB Rechtsschutz-Versicherung AG. Zudem ist er ehrenamtlich Vorsitzender des Verwaltungsrates des Verbraucherzentrale Bundesverbandes und stellvertretendes Mitglied im Kuratorium der Stiftung Warentest.
Am 30. August 2009 wurde das SPD-Mitglied Rips mit einer knappen Mehrheit gegenüber Volker Erner (CDU) Bürgermeister der Stadt Erftstadt. Er folgte damit Ernst-Dieter Bösche, ebenfalls SPD, als Bürgermeister der Stadt. Am 20. Dezember 2012 erklärte Rips aus gesundheitlichen Gründen seinen Rücktritt als Bürgermeister zum Jahresende. Zu seinem Nachfolger wurde am 9. Juni 2013 Volker Erner gewählt.
Rips ist verheiratet mit der Lehrerin Gerlinde Rips und hat zwei erwachsene Kinder.

## Auszeichnungen
- 2004: Schmidt-Futterer-Preis des Deutschen Mietgerichtstags[5]
- 2022: Verdienstkreuz am Bande[6]

## Schriften
- Barrierefreiheit gemäß § 554a BGB. Ein neues Rechtsinstitut im Mietrecht und dessen Einordnung in das allgemeine deutsche Recht. DMB-Verlag, Berlin 2003, ISBN 3-933091-50-0 (Zugleich: Bremen, Universität, Dissertation, 2003).
- mit Norbert Eisenschmid und Dietmar Wall: Betriebskosten-Kommentar. §§ 556, 556a, 560 BGB, Betriebskosten-Verordnung, Wohnflächen-Verordnung. DMB-Verlag, Berlin 2004, ISBN 3-933091-47-0 (2. Auflage. ebenda 2006, ISBN 3-933091-59-4; 3. Auflage. ebenda 2010, ISBN 978-3-933091-85-7).
- mit Holger Gautzsch: Hartz IV. Unterkunftskosten und Heizkosten. DMB-Verlag, Berlin 2009, ISBN 978-3-933091-78-9.